# 즐거운 트로트 세상
홍형철, 반근영의 즐거운 트로트 세상은 안동MBC 표준FM에서 주말 오후 2시 5분부터 오후 4시까지 방송되는 트로트 전문 라디오 프로그램이다.